# 结香属
结香属（学名：Edgeworthia），为瑞香科下的一个属。

## 中国产的物种有：
- 白结香（E. albiflora Nakai）
- 滇结香（E. gardneri (Wall.) Meisn.）
- 结香（E. chrysantha Lindl.）
- 西畴结香（E. eriosolenoides Feng et S. C. Huang）